# Ange et Gabrielle
Ange et Gabrielle (bra: Amor ao Primeiro Filho) é um filme francês de comédia romântica de 2015 dirigido por Anne Giafferi e estrelado por Isabelle Carré e Patrick Bruel. O roteiro de Anne Giafferi e Anne Le Ny é baseado em uma peça de Murielle Magellan.

## Elenco
- Isabelle Carré como Gabrielle
- Patrick Bruel como Ange
- Alice de Lencquesaing como Claire
- Thomas Solivéres como Simon
- Carole Franck como Caroline
- Laurent Stocker como Guillaume